# Haga (Surahammar)
Haga is een plaats in de gemeente Surahammar in het landschap Västmanland en de provincie Västmanlands län in Zweden. De plaats had in 2000 57 inwoners en een oppervlakte van 9 hectare. In 2005 was het aantal inwoners van de plaats onder de 50 gezakt en dan wordt het aantal inwoners van een plaats niet meer genoteerd door het Zweeds bureau voor statistiek.